# Голенци (Долж)
Голенци (рум. Golenți) насеље је у Румунији у жупанији Долж у граду Калафат. Место се налази на надморској висини од 65 m.

## Становништво
Према подацима из 2002. године у насељу је живело 651 становника, од којих су сви румунске националности.